# 642 Клара
642 Клара (енгл. 642 Clara) је астероид главног астероидног појаса са пречником од приближно 33,36 .
Афел астероида је на удаљености од 3,580 астрономских јединица (АЈ) од Сунца, а перихел на 2,807 АЈ.
Ексцентрицитет орбите износи 0,120, инклинација (нагиб) орбите у односу на раван еклиптике 8,170 степени, а орбитални период износи 2084,909 дана (5,708 година).
Апсолутна магнитуда астероида је 9,98 а геометријски албедо 0,161.
Астероид је откривен 8. септембра 1907. године.